# Cyrina cyrina
Cyrina cyrina är en fjärilsart som beskrevs av William Chapman Hewitson 1876. Cyrina cyrina ingår i släktet Cyrina och familjen tjockhuvuden. Inga underarter finns listade i Catalogue of Life.